# Сеньково (Горецкий район)
Се́ньково (бел. Сенькава) — деревня в составе Ректянского сельсовета Горецкого района Могилёвской области Республики Беларусь.

## Население
- 1999 год — 466 человек
- 2010 год — 345 человек